# Alfa - Vejen
|  | Denne artikel er oprettet af botten Steenthbot ud fra en ekstern database. Den kan derfor have sproglige fejl eller mangler. Denne skabelon kan fjernes efter kontrol af indholdet. |

Alfa - Vejen er en dansk dokumentarisk optagelse fra 1935.

## Handling
Film om Margarinefabrikken Alfa, der var en af Danmarks største margarineproducenter. Fabrikken blev stiftet den 3. april 1897 i Vejen af den driftige forretningsmand og senere nationalbankdirektør Johannes Lauridsen (1847-1920). Firmaet ekspanderede voldsomt i løbet af 1910’erne og 1920’erne, men måtte i 1992 dreje nøglen om efter en forgæves kamp i ”margarinekrigen”. Filmen giver et indblik i arbejdernes dagligdag på fabrikken og i nogle af margarineproduktionens forskellige faser bl.a. blandingen af råstoffer, laboratorietests af råvarer og såkaldte stegeprøver, hvor brændpunktet kontrolleres. Sidste led i produktionen er emballering og pakning - hovedsageligt foretaget med håndkraft - og endeligt distribution af varer til nær og fjern.